# El Manto
El Manto (en asturiano: El Mantu) es una entidad de población española de la parroquia de San Juan de Piñera, perteneciente al municipio de Cudillero, en la comunidad autónoma de Asturias.

## Historia
Hacia mediados del siglo XIX, el lugar, ya por entonces perteneciente a Cudillero, tenía contabilizada una población de 156 habitantes. Aparece descrito en el undécimo volumen del Diccionario geográfico-estadístico-histórico de España y sus posesiones de Ultramar de Pascual Madoz con las siguientes palabras:

MANTO (el): l. en la prov. de Oviedo, ayunt. de Cudillero y felig. de San Juan de Piñera: sit. en una llanada en la parte de la costa que media entre Cudillero y la Concha de Artedo, cerca de Villademar un poco mas hácia la orilla marítima: su terreno de buena calidad y fértil. prod.: maiz, habas, patatas y otros frutos. pobl.: 12 vec., 63 almas.
(Madoz, 1848, p. 192)

En 2023, la entidad singular de población tenía empadronados 31 habitantes y el núcleo de población, los mismos.